# نيكولاس كلينايرتس
نيكولاس كلينايرتس (5 ديسمبر 1495 – 1542) هو نحوي ورحالة فلمنكي. ولد في ديست، في دوقية برابانت.

## الحياة
كان كلينايرتس من أتباع يان ديفيدو. تلقى تعليمه في جامعة لوفين، وأصبح أستاذًا للغة اللاتينية، حيث قام بتدريسه بطريقة المحادثة.
دفعته الرغبة في قراءة القرآن إلى محاولة إقامة صلة بين العبرية والعربية. أسفرت هذه الدراسات عن مخطط للتبشير بين العرب، بناءً على دراسة اللغة، والذي يجب أن يمكّن الأوروبيين من محاربة الإسلام بالطرق السلمية. سعيًا وراء ذلك، سافر إلى إسبانيا في عام 1532، وبعد تدريس اليونانية في سالامانكا أُستدعي إلى قصر البرتغال مدرسًا لهنريك، شقيق جواو الثالث.
وجد راعيًا آخر في لويس ميندوزا، مركيز مونديجار، الحاكم العام لغرناطة. هناك بمساعدة عبد موري اكتسب معرفة باللغة العربية. حاول عبثًا الوصول إلى المخطوطات العربية التي كانت بحوزة محاكم التفتيش الإسبانية، وأخيرًا، في عام 1540، سافر إلى إفريقيا للبحث عن المعلومات لنفسه.
وصل إلى فاس، التي كانت آنذاك مقرًا مزدهرًا للتعليم العربي، ولكن بعد خمسة عشر شهرًا من الحرمان والمعاناة اضطر للعودة إلى غرناطة، وتوفي في خريف عام 1542. دفن في قصر الحمراء.

## الأعمال
طبق كلينتيرتس نفسه على إعداد كتيبات قواعد اللغة اليونانية والعبرية، من أجل تبسيط صعوبات المتعلمين. ظهرت Tabulae in grammaticen hebraeam (1529), Institutiones in linguam graecam (1530), and Meditationes graecanicae (1531) في لوفان. مرت Institutiones (المؤسسات) وInstitutiones (التأملات) من خلال عدد من الإصدارات، وكان لديها العديد من المعلقين. حافظ على مبدأ «أن المتعلم لا يجب أن يُفتن بقواعد تفصيلية حتى يكتسب معرفة عملية باللغة» والذي أعيد له الحياة في التدريس الحديث،